# Villa Biscossi
Villa Biscossi ist eine Gemeinde (comune) mit 62 Einwohnern (Stand 31. Dezember 2023).

## Geografie
Die Gemeinde liegt in der südwestlichen Lombardei im Norden Italiens in der Provinz Pavia etwa 30,5 Kilometer westsüdwestlich der Provinzhauptstadt Pavia und etwa 50 Kilometer südwestlich der Regionalhauptstadt Mailand im Gebiet der Lomellina.
Der Ort liegt bei 90 m s.l.m. und in der klimatischen Einordnung italienischer Gemeinden in der Zone E, 2 619 GG.
Villa Biscossi hat keine Ortsteile; die Nachbargemeinden sind Galliavola, Lomello, Mede und Pieve del Cairo.

## Geschichte
Erstmals erwähnt wurde der Ort 1219 als Villa Piperatorum bzw. Villa Piperis in einem Dokument von Friedrich II., mit dem er die Grenzen des Gebiets Lomellina festlegte. Der heutige Namen des Ortes bezieht sich auf die Familie der Biscossi, die ab dem Ende des 14. Jahrhunderts im Ort herrschten.

## Sehenswürdigkeiten
- Santi Nazzaro e Celso, Kirche im Ortskern. Wurde 1583 wieder aufgebaut und im 19. Jahrhundert verändert und restauriert.[4]
- Santi Gervasio e Protasio, Kirche im Ortskern, die 1906 restauriert wurde.[4]
- Palazzo Casale, auch Palazzo Palestrini oder Palazzo Provera genannt, Palast im Ortskern aus dem 18. Jahrhundert.[4]

## Galerie

Bilder von Villa Biscossi
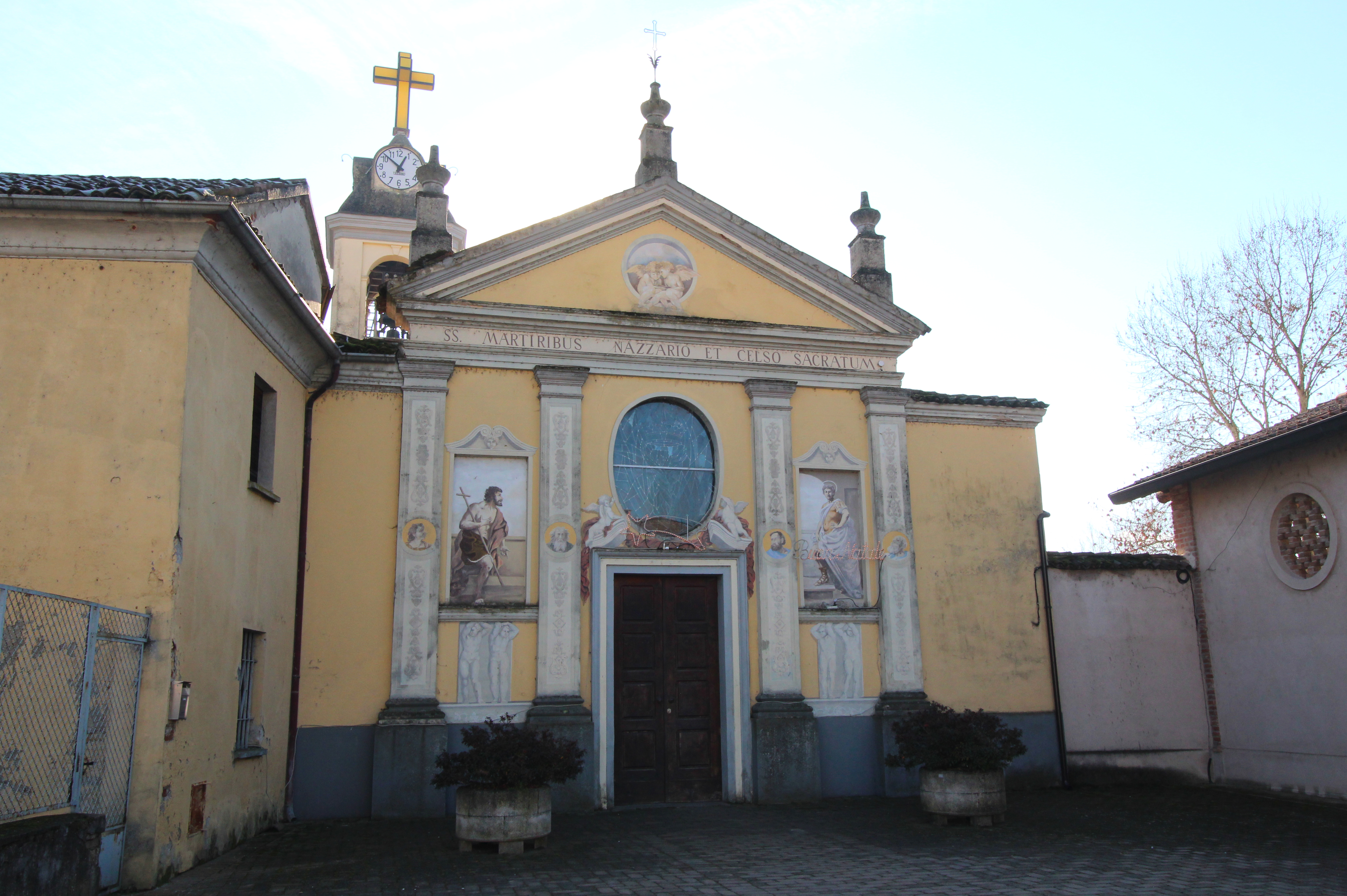
Die Kirche Santi Nazzaro e Celso
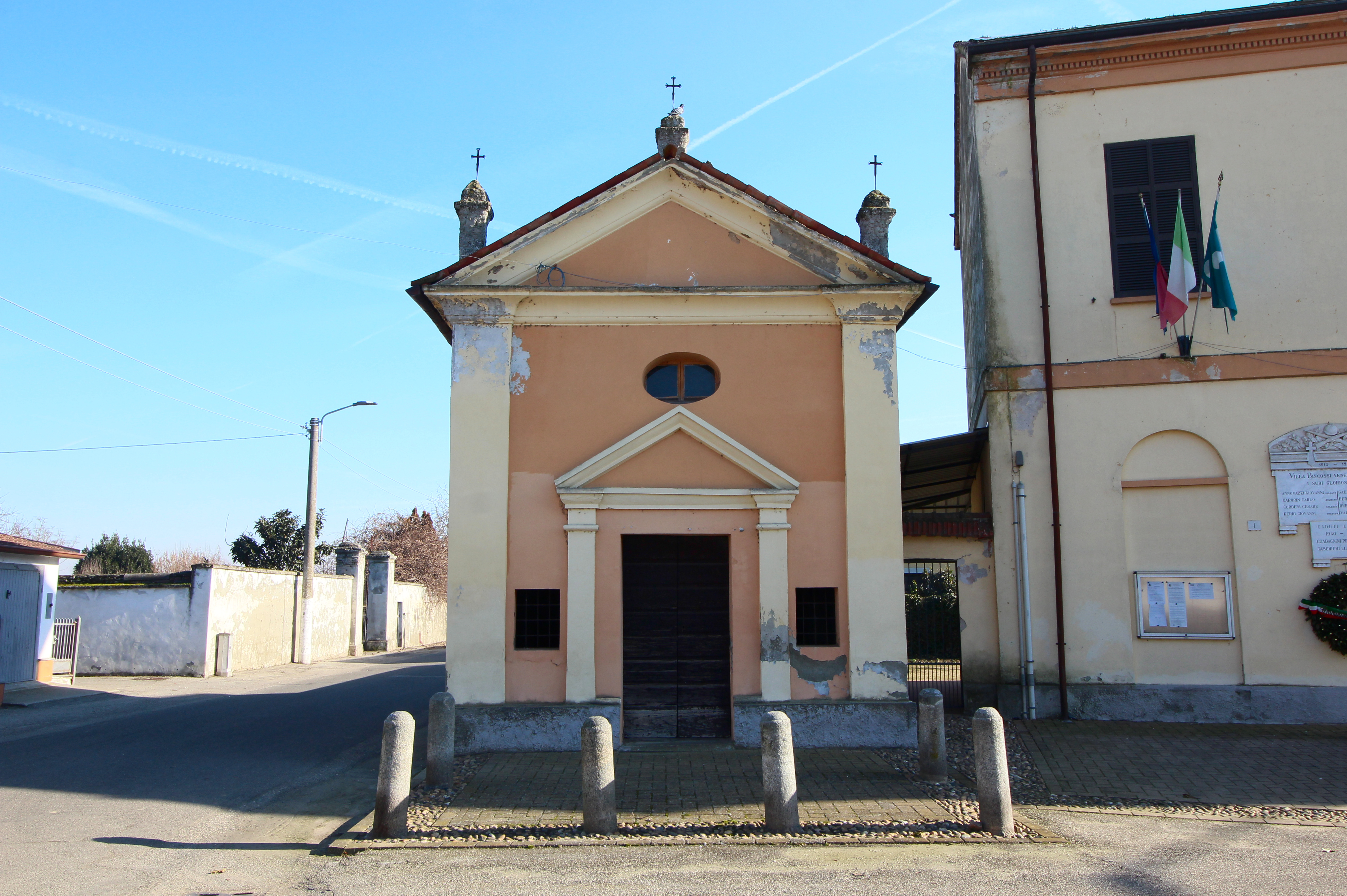
Die Kirche Santi Gervasio e Protasio
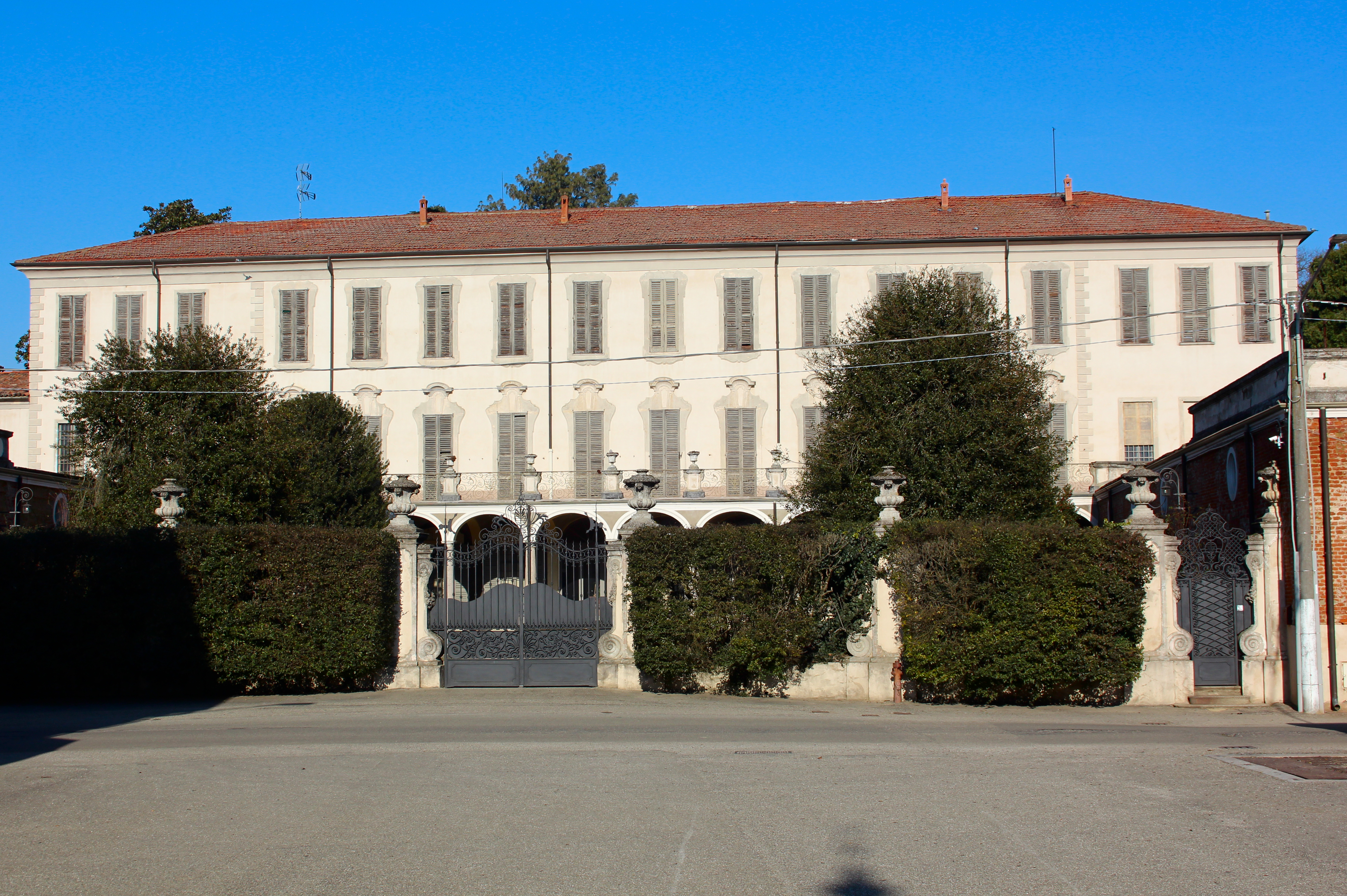
Der Palazzo Casale
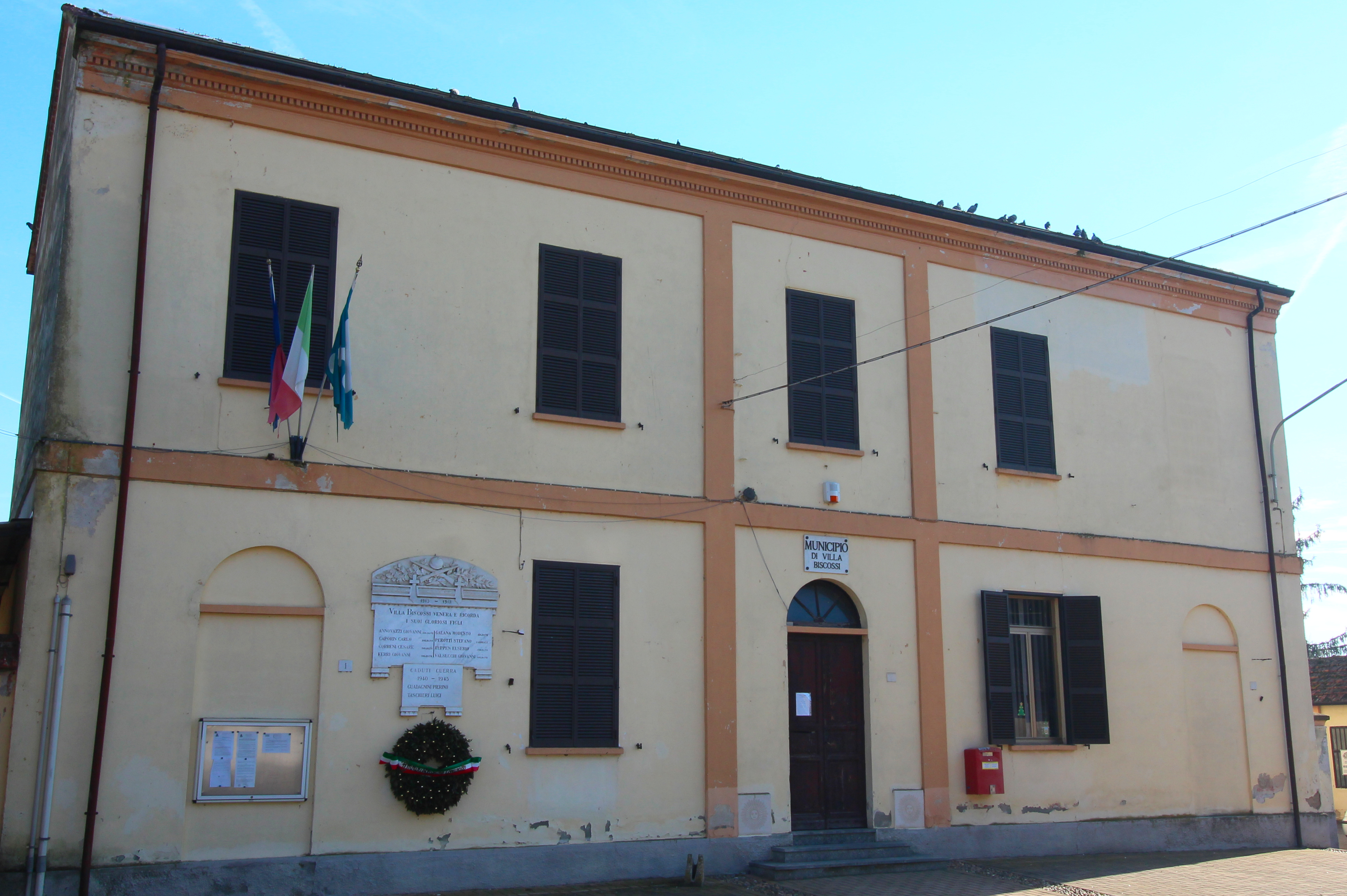
Das Rathaus